# Roststjärtad skäggbulbyl
Roststjärtad skäggbulbyl (Criniger calurus) är en fågel i familjen bulbyler inom ordningen tättingar.

## Utseende och läte
Roststjärtad skäggbulbyl är en medelstor bulbyl med för släktet typiska beteendet att puffa upp sina strupfjädrar. Huvudet är grått, strupen lysande vit, undersidan gulgrön och ovansidan olivgrön med rödaktig stjärt. Arten är näranog identisk med vitstrupig skäggbulbyl, men skiljer genom mer bjärt färgad stjärt och större, bredare näbb. Även lätena skiljer sig, ett som i engelska återges som "hup-chup-cheer-you-up!".

## Utbredning och systematik
Roststjärtad skäggbulbyl delas in i tre underarter med följande utbredning:
- Criniger calurus calurus – södra Nigeria (Benin) till västligaste Demokratiska republiken Kongo (kring lägre delen av Kongofloden) samt på ön Bioko i Guineabukten
- Criniger calurus verreauxi – Senegal och Gambia till sydvästra Nigeria
- Criniger calurus emini – västra delen av centrala Demokratiska republiken Kongo till nordöstra Angola, Uganda och Tanzania

## Levnadssätt
Roststjärtad skäggbulbyl hittas ofta i flockar i skog och skogsbryn. Den födosöker bland grenar och löv.

## Status
Arten har ett stort utbredningsområde och beståndet anses stabilt. Internationella naturvårdsunionen IUCN listar den därför som livskraftig (LC).